# Devarodes suppressa
Devarodes suppressa là một loài bướm đêm trong họ Geometridae.